# Considered Dead
Considered Dead – pierwszy album studyjny kanadyjskiej grupy muzycznej Gorguts. Został wydany 8 października 1991 roku przez wytwórnię płytową Roadrunner Records.

## Lista utworów
1. „...And Then Comes Lividity” – 0:43
2. „Stiff and Cold” – 4:27
3. „Disincarnated” – 4:27
4. „Considered Dead” – 3:31
5. „Rottenatomy” – 4:45
6. „Bodily Corrupted” – 4:36
7. „Waste of Mortality” – 4:37
8. „Drifting Remains” – 3:43
9. „Hematological Allergy” – 4:09
10. „Inoculated Life” – 3:53

## Twórcy
- Luc Lemay – śpiew, gitara
- Sylvain Marcoux – gitara
- Eric Giguere – gitara basowa
- Stephane Provencher – perkusja